# Economia della Repubblica Ceca

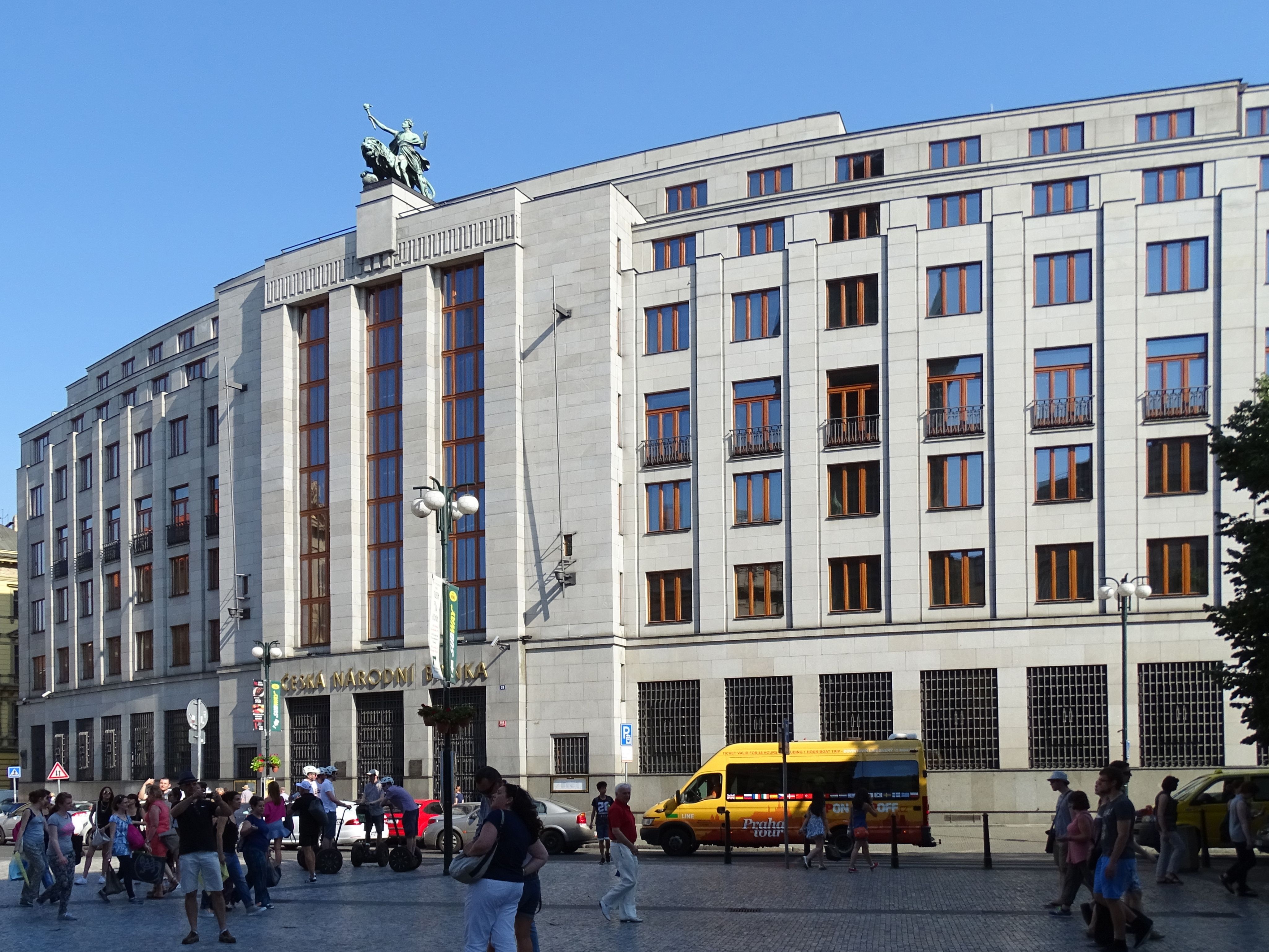
La sede della Banca nazionale della Repubblica Ceca a Praga

L'economia della Repubblica Ceca rientra tra le economie avanzate dell'Europa orientale.
Il settore dei servizi acquisisce sempre maggiore importanza a discapito dell'industria pesante, anche se la grande recessione ha rallentato notevolmente la crescita economica del paese.
Dopo una recessione negli anni 1997-1998, una ripresa a cavallo del millennio e un nuovo rallentamento in concomitanza con la crisi mondiale del 2001, a partire dal 2002 il Paese è cresciuto a ritmi consistenti e sempre più elevati: il tasso di crescita anno è aumentato costantemente dall'1,9% del 2002 al 6,8% del 2006. In media, il tasso annuo di crescita tra il 2000 ed il 2007 è stato pari al 4,4%. Tuttavia, anche la Repubblica Ceca è stata colpita dalla crisi economica mondiale, che ha causato prima un rallentamento della crescita nel 2008 e poi una recessione l'anno successivo (-4,1%). Nel biennio successivo, la crescita del PIL è stata intorno al 2%, molto più moderata che prima della crisi.
A livello di reddito pro-capite, il Paese è il secondo più ricco dell'Europa orientale dopo la Slovenia, con un PIL pro-capite a parità di potere d'acquisto pari all'80% della media dell'Unione europea nel 2010, sostanzialmente invariato rispetto al 1995.

## Struttura economica

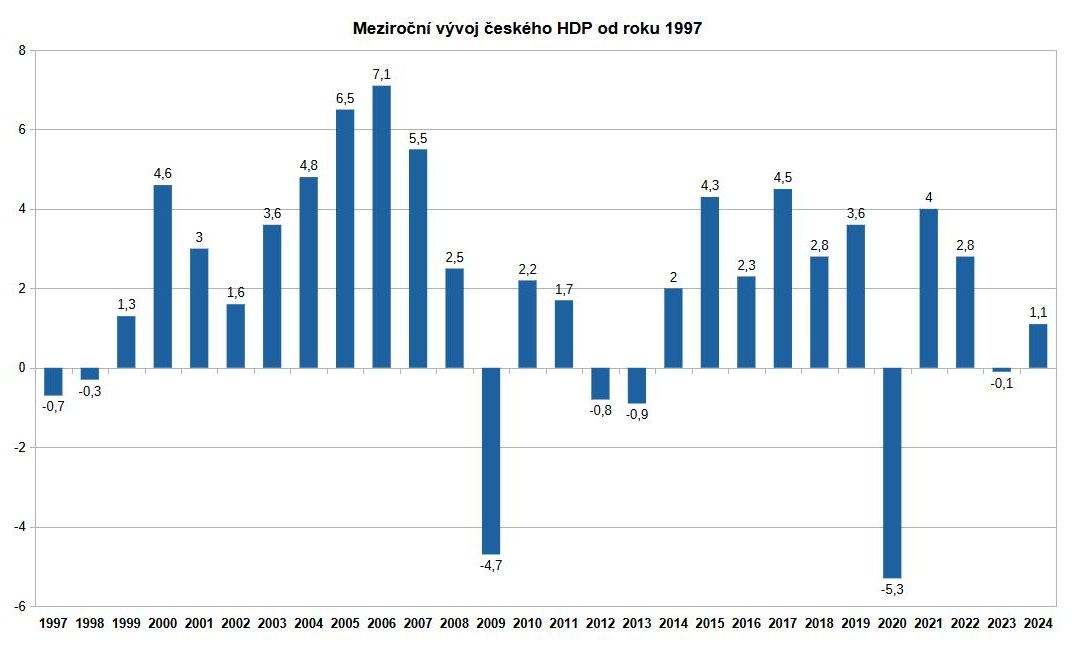
Crescita del PIL ceco

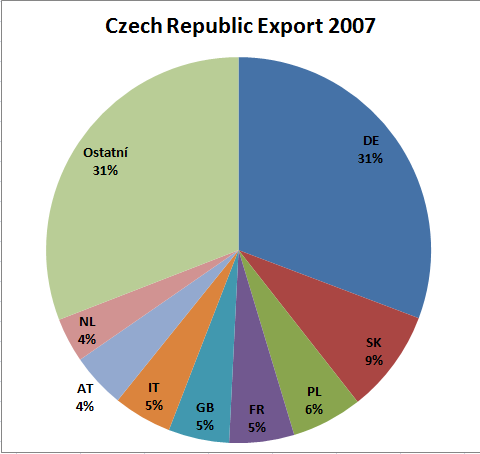
Volume dell'export della Repubblica Ceca nel 2007

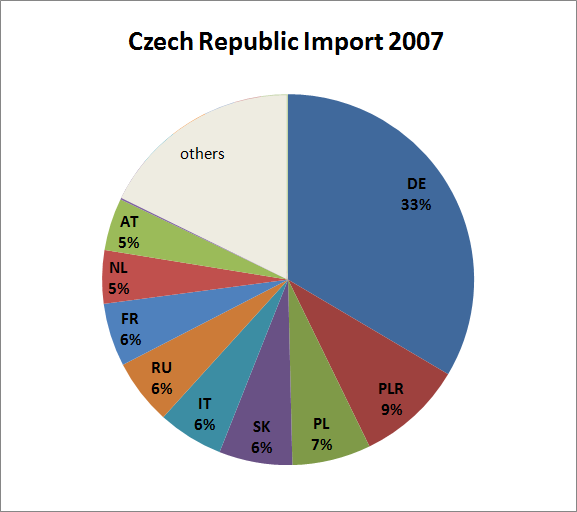
Volume dell'import della Repubblica Ceca nel 2007

### Agricoltura
I cereali, in particolare frumento e orzo, occupano più della metà del seminativo nel paese, mentre circa il 25% è occupato da foraggi.
Il settore agricolo occupa meno del 5% della forza lavoro del paese. L'allevamento è soprattutto quello bovino, mentre la pesca è attiva nelle acque interne. Notevole anche la produzione di legname.

### Industria
L'attività industriale genera più del 3,1 del PIL della Repubblica Ceca. Il panorama industriale è differenziato ed è caratterizzato piccole e medie imprese. Grande importanza hanno avuto gli investimenti tedeschi nel mercato ceco, quali l'acquisizione di importanti settori nel mondo della meccanica, della chimica e dell'elettronica. Tra i più rilevanti, l'acquisizione da parte del gruppo Volkswagen dell'industria automobilistica Skoda. L'industria è solida perché il paese dispone di buone risorse minerarie: carbone, uranio, piombo e argento. Presso le zone minerarie si trovano le industrie siderurgiche e metallurgiche; quelle meccaniche e automobilistiche sono invece nelle grandi città come Praga e Plzeň.

### Servizi
Il settore terziario ha avuto un notevole incremento a decorrere dagli anni novanta. Nel 1990, tale settore contribuiva al 25% del PIL Ceco, mentre nel 2001 la quota era salita al 54%. Più della metà della forza lavoro trova impiego in questo settore.

## Forza lavoro e occupazione
In merito alle opportunità di sviluppo, la Repubblica Ceca offre interessanti prospettive per gli investitori stranieri. Fattori favorevoli per gli investimenti diretti esteri sono infatti la posizione geografica strategica in Europa centro-orientale, manodopera qualificata e figure altamente specializzate a costi inferiori alla media europea (anche se in aumento), quadro buono delle infrastrutture, facilità di accesso al credito, una politica degli incentivi perfettibile ma efficace e infine una fiscalità favorevole per investimenti di grosse dimensioni. Nel 2017 gran parte degli investimenti diretti esteri si è indirizzata verso il settore manifatturiero (29,2%), seguito da quello finanziario e assicurativo (28,8%) e dall'immobiliare (9,4%).

## Valuta e inflazione
Dal 1993 la valuta avente corso legale è la corona ceca. Il Trattato di Atene (2003), tuttavia, vincola il Paese ad aderire all'euro, seppure una data non sia stata fissata.
Mentre nella seconda metà degli anni novanta l'inflazione oscillava tra l'8 ed l'11% annuo, a partire dal 1999 essa si è notevolmente ridotta e dal 2002 non ha mai superato il 3%, con l'eccezione del 2008 (6,3%), anno in cui il tasso di inflazione subì un'accelerazione in tutto il mondo a causa dei forti aumenti dei prezzi delle materie prime.